# QRS Records

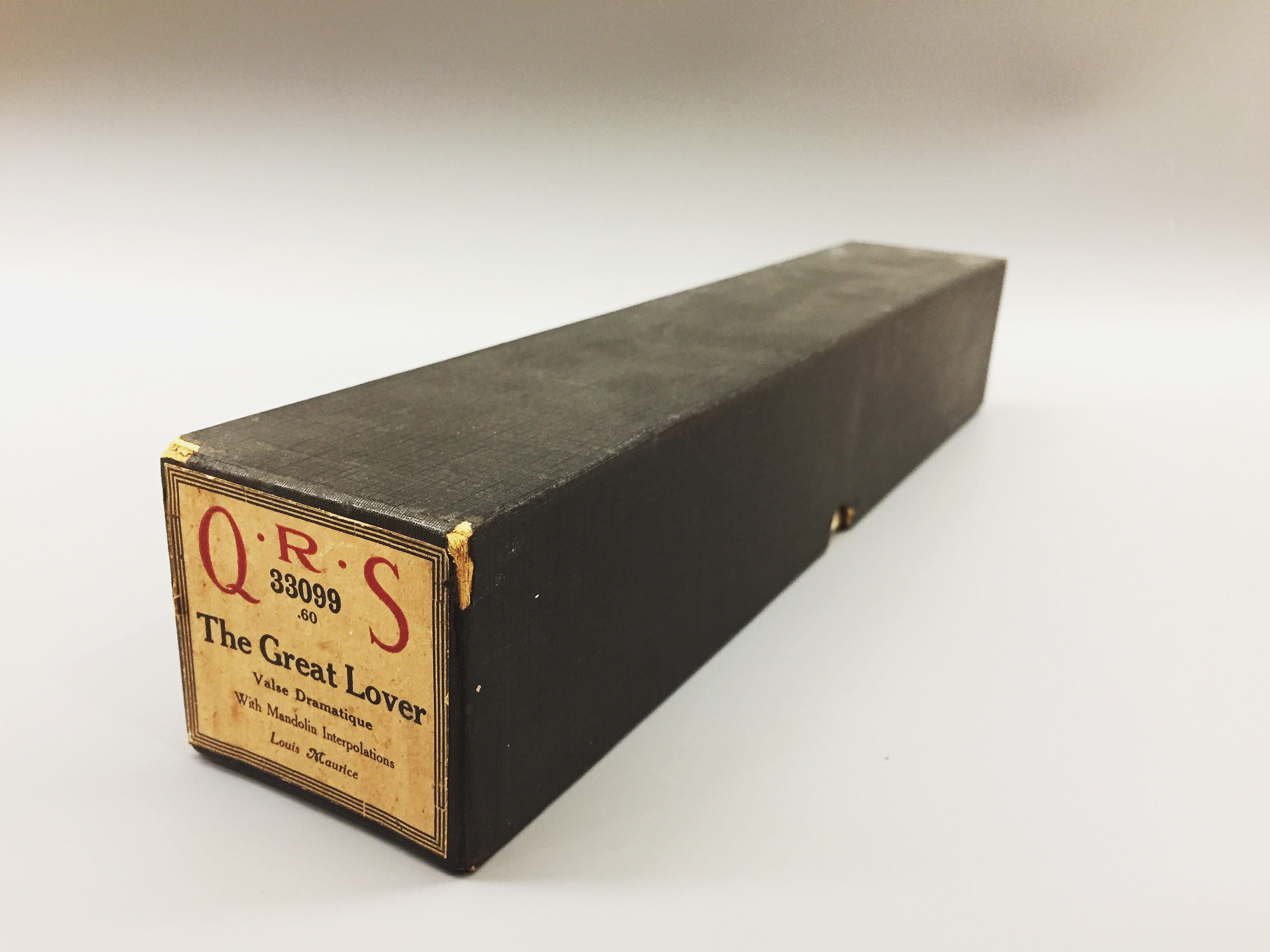
Caja del rollo de pianola de "The Great Lover" de Louis Maurice, grabado por QRS Records.

QRS Records es una empresa estadounidense que es más conocida por su fabricación de rollos de pianola. Durante la década de 1920 y principios de la de 1930, también actuó como sello discográfico.

## Historia
El sello discográfico Q-R-S fue producida por Emerson Phonograph Company Inc. para la empresa Q-R-S Company de Chicago, originalmente, importante productor de rollos de pianola, donde las iniciales significan  "Quality & Real Service" ('Calidad y servicio auténtico'). QRS fue fundada por Melville Clark para la fabricación de rollos de pianola. Grabó a los primeros músicos de ragtime y jazz, como Fats Waller o James P. Johnson, y produjo once millones de rollos en 1926. Inició un sello discográfico en la década de 1920 con tres series de discos.
La primera edición de discos fueron reediciones de música de Gennett Records, con números de catálogo de Gennett y con el color de la etiqueta. Algunos de estos raros registros de QRS, de corta pervivencia, es idéntico a Gennett 5271. Los discos producidos por Emerson eran copias de 9" de sus propios masters y tenían una patente universal de corte. A principios de la década de 1920, la producción se trasladó a Starr Piano Company con prensados laterales estándares de 10" que duplicaban las unidades y números de catálogo de Starr's Gennett Records. El sello discográfico desapareció en 1923.
La segunda edición (1928-1929) incluyó música supervisada por Art Satherley, que había trabajado en el departamento de Artists and repertoire (A&R) en Paramount Records. Fue la edición más longeva con un ciclo dedicado al jazz y el blues y un segundo ciclo dedicado a la música country. Entre los artistas que grabaron para QRS estaban Ed Bell, Clarence Williams, Katherine Henderson, Clifford Gibson, South Street Ramblers, Earl Hines, James 'Stump' Johnson, Sara Martin, Anna Bell o Edith North Johnson.
Una tercera edición comenzó en 1930 por Cova Record Corporation con bandas de baile y voces estrictamente comerciales grabadas especialmente para QRS y prensadas en material de goma laca. Sin duda, era un sello de precio económico y, debido a su rareza, probablemente nunca llegó a venderse en todo el país. Es dudoso que el sello haya sobrevivido hasta 1931. Solo se han rastreado 57 números (1000-1056).